# Mistrzostwa Świata Juniorów w Hokeju na Lodzie 2010
34. Mistrzostwa Świata Juniorów w Hokeju na Lodzie 2010 rozegrane zostały w dniach 26 grudnia 2009 – 5 stycznia 2010 w dwóch największych miastach kanadyjskiej prowincji Saskatchewan. Mecze rozgrywane zostały w dwóch halach: Credit Union Centre oraz Brandt Centre. Były to drugie w historii mistrzostwa w tym miastach. Poprzednio oba miasta organizowały mistrzostwa w 1991 roku.
Obrońcą tytułu mistrzowskiego była reprezentacja gospodarzy, którzy w 2009 roku w Ottawie pokonali reprezentację Szwecji 5:1.
Złoty medal zdobyli reprezentanci Stanów Zjednoczonych, którzy w finale zmierzyli się z Kanadyjczykami wygrywając po dogrywce 6:5. Podczas meczu fazy grupowej pomiędzy Stanami Zjednoczonymi a Kanadą ustanowiono nowy rekord frekwencji na meczu w hali Credit Union Centre. Na trybunach zasiadło 15 171 osób. Rekord ten wyrównano podczas meczu finałowego.
Amerykanie pokonując Kanadyjczyków zakończyli trwającą od 2005 roku passę pięciu zwycięstw z rzędu reprezentacji Kanady.

## Elita
| Lp. | Drużyna           |
| --- | ----------------- |
|     | Stany Zjednoczone |
|     | Kanada            |
|     | Szwecja           |
| 4   | Szwajcaria        |
| 5   | Finlandia         |
| 6   | Rosja             |
| 7   | Czechy            |
| 8   | Słowacja          |
| 9   | Łotwa             |
| 10  | Austria           |

W tej części mistrzostw uczestniczyło 10 najlepszych drużyn na świecie. System rozgrywania meczów był inny niż w niższych dywizjach.
Najpierw drużyny grały w dwóch grupach, każda po 5 drużyn. Z niej najlepsza bezpośrednio awansowała do półfinałów, a z miejsc drugich i trzecich, walczyły na krzyż między sobą o awans do finałowej czwórki. Najgorsze dwie drużyny każdej z grup walczyły w meczach między sobą o utrzymanie w elicie. Dwie najgorsze drużyny spadły do I dywizji. 

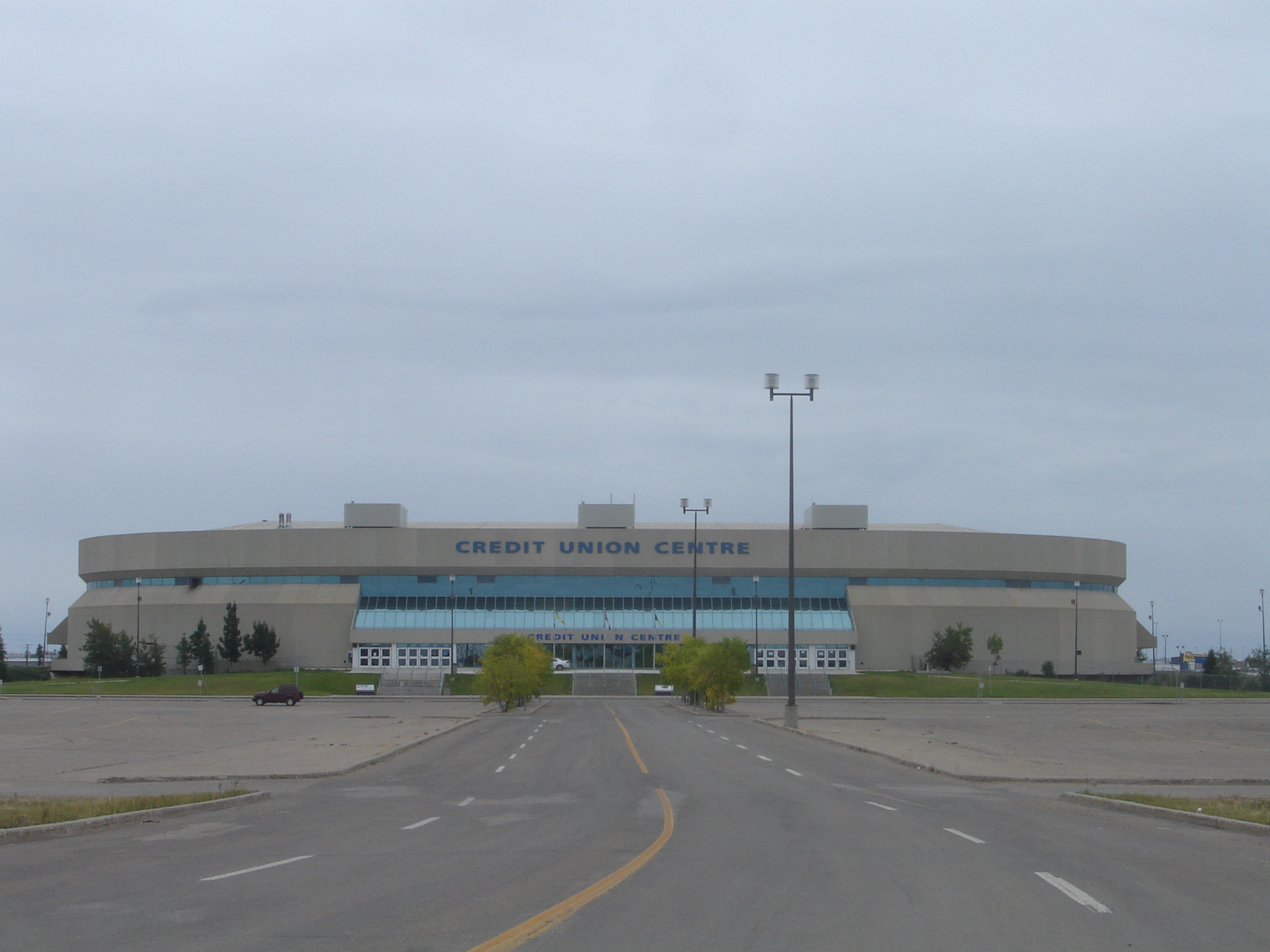
Credit Union Centre

Mistrzostwa odbyły się w dwóch miastach Saskatoon, gdzie odbyło się finałowe spotkanie na mogącej pomieścić 14 311 osób hali Credit Union Centre oraz w stolicy prowincji Saskatchewan, mieście Regina w hali Brandt Centre mogącej pomieścić 7 000.
Meczem otwarcia w turnieju juniorów było spotkanie Czechy – Szwecja odbyło się ono 26 grudnia 2009 roku w Brandt Centre. Podczas mistrzostw strzelono 266 bramek. Najwięcej bo po osiem strzelonych goli zdobyli Jordan Eberle oraz André Petersson, którzy zostali królami strzelców. Najlepszym zawodnikiem w klasyfikacji kanadyjskiej został Derek Stepan, który zdobył 14 punktów (4 bramki i 10 asyst). Do piątki gwiazd zaliczono: bramkarza reprezentacji Szwajcarii - Benjamin Conz, obrońców: Kanadyjczyka Pietrangelo i Amerykanina Carlson. Najlepsza trójka napastników turnieju to: Eberle, Stepan oraz Szwajcar Niederreiter. MVP zawodów został Jordan Eberle.

## Pierwsza dywizja
Grupa A
| Lp. | Drużyna  |
| --- | -------- |
| 1   | Niemcy   |
| 2   | Dania    |
| 3   | Słowenia |
| 4   | Ukraina  |
| 5   | Japonia  |
| 6   | Francja  |

Grupa B
| Lp. | Drużyna    |
| --- | ---------- |
| 1   | Norwegia   |
| 2   | Białoruś   |
| 3   | Włochy     |
| 4   | Kazachstan |
| 5   | Chorwacja  |
| 6   | Polska     |

W mistrzostwach pierwszej dywizji uczestniczyło 12 zespołów, które zostały podzielone na dwie grupy po 6 zespołów. Rozegrały one mecze systemem każdy z każdym. Zwycięzcy turniejów awansowały do mistrzostw świata elity w 2011 roku, zaś najsłabsze drużyny spadły do drugiej dywizji.
Grupa A rozegrała swoje mecze we Francji w dwóch miejscowościach: Megève oraz Saint-Gervais. Turniej odbył się w dniach 14 – 20 grudnia 2009 roku.
Grupa B rozegrała swoje mecze w Gdańsku w hali Olivia. Turniej odbył się w dniach 14 – 20 grudnia 2009 roku.

Mecze Polaków:
| 14 grudnia 2009 | Polska | 2:5 | Norwegia | Olivia |

| Szczegóły      | Szczegóły                                                 | Szczegóły       | Szczegóły | Szczegóły                                    |
| -------------- | --------------------------------------------------------- | --------------- | --- | -------------------------------------------- |
| Godzina: 20:00 | 07:24 (EQ) Mateusz Bepierszcz 39:00 (EQ) Kasper Bryniczka | (1:2, 1:1, 0:2) | 06:05 (EQ) Hans Kristian Hollstedt 12:03 (PP) Daniel Sorvik 35:13 (PP) Andreas Martinsen 41:02 (EQ) Andreas Martinsen 51:31 (EQ) Scott Winkler | Widzów: 1500 Sędzia główny: Georgij Jabłukow |

| 15 grudnia 2009 | Białoruś | 5:1 | Polska | Olivia |

| Szczegóły      | Szczegóły | Szczegóły       | Szczegóły                   | Szczegóły                               |
| -------------- | --- | --------------- | --------------------------- | --------------------------------------- |
| Godzina: 20:00 | 07:11 (EQ) Walerij Bojarskih 22:46 (EQ) Sergiej Maliawka 47:09 (EQ) Nikita Remezow 58:15 (PP) Aleksander Semoczkin 59:00 (EQ) Jewgienij Sołomonow | (1:1, 1:0, 3:0) | 18:15 (EQ) Aron Chmielewski | Widzów: 1200 Sędzia główny: Peter Gebei |

| 17 grudnia 2009 | Kazachstan | 6:3 | Polska | Olivia |

| Szczegóły      | Szczegóły | Szczegóły       | Szczegóły                                                                         | Szczegóły                               |
| -------------- | --- | --------------- | --------------------------------------------------------------------------------- | --------------------------------------- |
| Godzina: 20:00 | 11:01 (PP) Oleg Astafjew 33:20 (EQ) Anton Petrow 36:38 (EQ) Aleksander Kaznaczejew 45:41 (EQ) Nursultan Belgibajew 46:49 (EQ) Anton Petrow 48:17 (SH) Julian Popowicz | (1:1, 2:1, 3:1) | 15:04 (PP) Dawid Maciejewski 24:41 (EQ) Damian Kapica 51:01 (PP) Aron Chmielewski | Widzów: 700 Sędzia główny: Peter Grecko |

| 18 grudnia 2009 | Włochy | 0:1 | Polska | Olivia |

| Szczegóły      | Szczegóły | Szczegóły       | Szczegóły                | Szczegóły                              |
| -------------- | --------- | --------------- | ------------------------ | -------------------------------------- |
| Godzina: 20:00 |           | (0:0, 0:1, 0:0) | 33:10 (EQ) Damian Kapica | Widzów: 600 Sędzia główny: Peter Gebei |

| 20 grudnia 2009 | Polska | 5:6 | Chorwacja | Olivia |

| Szczegóły      | Szczegóły | Szczegóły       | Szczegóły | Szczegóły                               |
| -------------- | --- | --------------- | --- | --------------------------------------- |
| Godzina: 20:00 | 10:41 (EQ) Jakub Witecki 13:46 (EQ) Aron Chmielewski 19:09 (EQ) Bartłomiej Bychawski 38:45 (EQ) Piotr Kmiecik 59:54 (PP) Aron Chmielewski | (3:2, 1:1, 1:3) | 02:55 (PP) Dominik Kanaet 18:15 (EQ) Petar Trstenjak 23:08 (EQ) Mislav Blagus 43:31 Mislav Blagus 49:07 (PP) Borna Rendulic 57:45 (EQ) Niksa Trstenjak | Widzów: 1000 Sędzia główny: Peter Gebei |

## Druga dywizja
Grupa A
| Lp. | Drużyna          |
| --- | ---------------- |
| 1   | Wielka Brytania  |
| 2   | Węgry            |
| 3   | Hiszpania        |
| 4   | Korea Południowa |
| 5   | Chiny            |
| 6   | Meksyk           |

Grupa B
| Lp. | Drużyna  |
| --- | -------- |
| 1   | Litwa    |
| 2   | Holandia |
| 3   | Rumunia  |
| 4   | Belgia   |
| 5   | Estonia  |
| 6   | Serbia   |

W mistrzostwach drugiej dywizji uczestniczy 12 zespołów, które zostały podzielone na dwie grupy po 6 zespołów. Rozegrają one mecze systemem każdy z każdym. Zwycięzcy turniejów awansują do mistrzostw świata pierwszej dywizji w 2011 roku, zaś najsłabsze drużyny spadną do trzeciej dywizji.
Grupa A będzie rozgrywać swoje mecze na Węgrzech w Debreczynie. Turniej odbędzie się w dniach 13 – 19 grudnia 2009 roku.
Grupa B będzie rozgrywać swoje mecze w Estonii w Narwie. Turniej odbędzie się w dniach 12 – 18 grudnia 2009 roku.

## Trzecia dywizja
| Lp. | Drużyna         |
| --- | --------------- |
| 1   | Australia       |
| 2   | Islandia        |
| 3   | Korea Północna  |
| 4   | Nowa Zelandia   |
| 5   | Chińskie Tajpej |
| 6   | Turcja          |
| 7   | Bułgaria        |

Po rocznej przerwie w dniach 4 – 10 stycznia 2010 roku odbył turniej mistrzostw świata trzeciej dywizji. Mecze rozegrane zostały w Stambule. Dwie najlepsze drużyny awansowały do mistrzostw świata drugiej dywizji w 2012 roku
Zwycięzcą turnieju została reprezentacja Australii, która wygrała wszystkie spotkania, a w finale pokonała Islandczyków 3:1.